# Processo cloro-álcali
O cloro e o hidróxido de sódio (NaOH) são obtidos principalmente (mais de 95% da produção) a partir da eletrólise do cloreto de sódio, NaCl, em solução aquosa, denominado processo de cloro-álcali, são usados três métodos:
- Eletrólise com célula de amálgama de mercúrio
- Eletrólise com célula de diafragma
- Eletrólise com célula de membrana.